# Satyrus elisa
Satyrus elisa är en fjärilsart som beskrevs av Wagener 1959 . Satyrus elisa ingår i släktet Satyrus och familjen praktfjärilar. Inga underarter finns listade.